# Jacobus Gallus
Jacobus Gallus   (Ribnica, 3 de juliol de 1550 - Praga, 18 de juliol de 1591), conegut també com a Jacobus Gallus Carniolus, Jacob Handl o Jacob Handl-Gallus, fou un compositor txec del Renaixement.

## Joventut
Jacobus Gallus Carniolus va néixer Jacob Petelin. Usava la forma llatina del seu nom, al que hi afegia l'adjectiu Carnolius referit al seu lloc de naixement. Gallus deixà Eslovènia en la seva joventut i com a monjo viatjà per Àustria, Bohèmia, Moràvia i Silèsia. Va romandre un cert temps a l'abadia de Melk, a Àustria. Fou membre de la capella de la cort vienesa el 1754, i director de cor per al bisbe d'Olomouc (Moràvia) entre 1579 o 1580 i 1585. Des del 1585 fins a la seva mort treballà com a organista a Praga per a l'església Jana na Zábradlí

## Obra
Amb menys de 40 anys, Gallus era autor d'una immensa obra: misses, motets i centenars de peces profanes s'havien difós i eren conegudes en el cor del vast imperi dels Habsburg. La quasi totalitat d'aquest extens conjunt es pogué imprimir en vida del seu creador (mercès a la tenacitat del compositor i a una intensa recerca de patrocinadors i suport financer) en la impremta del famós Georg Nigrin, alies Jiri Czerny, impressor de la capella reial i l'elegant tipografia del qual és també coneguda per nombrosos tractats de medicina, dret, astronomia, religió, etc. El 1585, en ple gaudi de l'estima de nombrosos eclesiàstics, entre els millors situats de Bohèmia i Moràvia, el compositor abandonà el seu lloc de mestre de capella de l'arquebisbe d'Olomouc, Stanislav Pavlovsky, per instal·lar-se a Praga amb la fi, sens dubte, de participar en l'edició de la seva obra. Aquells esforços donaren un resultat tangible i des del 1589 es cantaren les polifonies de Gallus quasi diàriament.
El decorat en el qual es mogué Gallus podria amollar-se sense esforç a un conte fantàstic: la Praga de l'emperador Rudolph II. L'emperador havia començat el seu regnat el 1576 amb nombrosos gests d'obertura. Es mostrà tolerant envers les noves idees i feu de la ciutat un lloc de relativa harmonia, abans que tornessin a esclatar els conflictes a partir de 1618. Una vegada instal·lat a Praga, el 1583, aquell personatge melangiós i taciturn es refugià cada vegada més en llur passió per les arts, les ciències i la tècnica. En la seva qualitat de sobirà, el seu gust el portà a les expressions més luxoses d'un art fastuós, però també vers les manifestacions capricioses del geni manierista. Així, Rudolph II atorgà el 1576 als pintors la exempció de les obligacions gremials perquè poguessin exercir llur art amb la major llibertat. Praga es convertí ràpidament en el centre on es mesclaven les influències artístiques més noves i més diverses. Després de les heteròclites combinacions de Giuseppe Arcimboldo, altres talents tan diferents com el manierista Bartolomaeus Spranger o Hans Hoffmann, deixeble tardà d'en Dürer, prengueren el relleu en l'activitat pictòrica de la cort, rodejats de pintors flamencs, alemanys o italians la qual obra associava de forma imprevisible les influències del Nord i del Sud. L'esperit de l'època experimentava amb el gust per l'extravagant. Entorn l'emperador s'acumulaven els enigmes i les rareses de la naturalesa, figurades i elaborades en els amagats d'opulents tallers dedicats a les arts decoratives. Són incomptables els orfebres, lapidaris, rellotgers, mecànics, gravadors, tallistes de pedra o cristall i bordadors que s'apilaven davant la cort procedents d'Itàlia, els Països Baixos, Espanya i Alemanya.
Gallus formava part d'aquest decorat de Praga. Llur obra es pot considerar també com una col·lecció única de rareses musicals. La presència del compositor és, tanmateix, discreta i ens equivocaríem si volguéssim trobar alguna menció del seu nom en nombrosos documents. La seva funció a Praga, almenys des de 1586, és modesta: cantor de la petita església de Syety Jan na brehu, (Sant Joan de l'Arenal), en la ciutat vella. D'aquesta antiga església, situada en el carrer Anenska, només en perviu avui el record: es convertí en el convent dominicà el 1626, fou venuda el 1784 i desaparegué per complet del mapa el 1899, data en què es construí sobre llur emplaçament un nou edifici que acollia un teatre. Una plaça commemorativa menciona actualment en aquest lloc el nom del compositor.
El seu treball més notable fou la sisena part d'Opus musicum, 1577, una col·lecció de 374 motets que cobriria eventualment les necessitats litúrgiques de l'any eclesiàstic sencer. Els motets foren impresos en la impremta Jirî Nigrin, a Praga. Llur estil vast, eclèctic, mesclà arcaismes i modernitat. Amb poca freqüència usà la tècnica de cant ferm, preferint la manera policoral veneciana igualment també usava mètodes més antics. Llurs edicions seculars, prop de 100 retalls curts, foren publicats en les col·leccions d'Harmoniae morales (Praga 1589 i 1590) i Morales (Nuremberg 1596.)
| «                                | Ja fa tres anys que m'encarrego sense interrupció d'un cor d'església. He compost diverses obres que es canten i escolten quasi tots els dies. Ni hauria més, si en aquest moment no em superessin les meves forces. No és un problema d'art, sinó que l'energia per moure la premsa i la força per a imprimir se m'ha trencat. Durant aquest temps, els meus amics volguts m'insisteixen: "Alleuja llurs preocupacions donat algun plaer"... | » |
| — Jacobus Gallus Carniolus, 1598 | |   |

## L'enigma Gallus
Malgrat que encara existeix un interrogant sobre la figura de Gallus, la qüestió que sembla tenir una resposta fàcil és quina va ser llur obra, ja que hi ha una gran quantitat d'obres impreses que la contenen. La seva esplendor singular prové de la suma de troballes acumulades en ella, igual que en aquells gabinets d'objectes preciosos artesans tan apreciats en la cort de Rudolph II. En l'obra de Gallus troben cabuda l'estrany i el grotesc, però també, sobretot, una notable sinceritat expressiva.
La seva música no posseeix l'estabilitat formal ni la brillantor de la de Palestrina. També és menys patètica que la de Lasso, amb la que, això no obstant, comparteix el gust per una intensa subjectivitat. El seu estil és tributari en gran manera dels procediments del contrapunt "internacional" (és a dir, francoflamenc) de l'època, però es revela molt independent quant a la formulació del llenguatge harmònic. En escoltar-la, la música de Gallus sol semblar d'una simplicitat de fabricació desconcertant, una dada significativa d'aquest clima praguenc en el que el fet il·lusionista intentava dissimular llurs procediments. L'impacte d'aquesta aparent simplicitat fa que aquestes obres sonin avui molt sovint amb una frescor sorprenent i permet comprendre perquè alguns motets s'han mantingut en el repertori d'escoles i cors d'església quasi sense interrupció des de l'època en què foren compostos.
Gallus treballà en un temps en què el llenguatge comú dels compositors, el bell art i perfecte transmès pels franc-flamencs dels quatre punts cardinals d'Europa, començà a diversificar-se en dialectes difícilment conciliables. Entre el Nord i el Sud, entre catòlics i protestants, entre antics i moderns, el final del segle xvi assisteix a una fragmentació de realitzacions musicals que només resoldrà l'avanç del Barroc. L'obra de Gallus és, en la seva diversitat, testimoni d'aquest fragmentació estilística, ensems conté una notable multiplicitat d'intents per a superar-la.
Deu recopilacions impreses ens permeten accedir a llur obra, però cap es deixa definir per fórmules generals o resumides amb massa comoditat. En primer lloc, les misses: 18 obres mestres concebudes segons la tècnica de la missa paròdia. Gallus trobà els models per a elles en els seus propis motets, però també en les fonts alemanyes, franceses, flamenques i italianes. Aquesta diversitat és una dada característica, no menys sorprenent per la freqüent antiguitat dels seus models que pel fet que, a vegades, es tracta de fonts profanes, en una època (1580) en què els compositors abandonaren gradualment aquest tipus d'inspiració per adequar-se a les noves regles de la decència en la composició preconitzades en acabar el Concili de Trento. Gallus no s'acontentava amb citar models, inclosos els profans, sinó que els reconstruïa i els transformava en il·lustracions sonores del text litúrgic, utilitzant efectes de declamació polifònica d'un decoro melodiós. Cap d'aquestes permet endevinar els artificis constructius dissimulats en cada moviment, ni tan sols la més complexa (la Missa canònica, que es pot cantar a quatre o vuit veus, i per cànon de les quatre anteriors).
Existeixen, així mateix, 374 motets de l'Opus Musicum, que formen en 4 llibres (1586 – 1590) la gran obra de Gallus. Difícilment es pot trobar un conjunt a la vegada més coherent en llur concepció, més curosament organitzat en la seva presentació impresa (motets per tot l'any litúrgic, disposats segons l'ordre cronològic) i més diversos en la seva realització. Si en escoltar el motet cromàtic Mirabile mysterium es pot atribuir a un autor manierista, molts d'altres per a dos, tres o quatre cors farien sospitar que s'és davant un seguidor de la policoralitat a la veneciana. Però la llista s'allarga: n'hi ha prou de seguir endinsant-se en el bosc d'aquest Opus Musicum per constatar al moment que només hi ha peces úniques. Scio enim revela, sens dubte un perfecte domini d'un estil arcaic, proper als motets penitencials de Josquin. I a l'invers, Hodie Simon Petrus, anuncia el clar llenguatge harmònic del Barroc. I el recurs a l'estil directe de la declamació en Frates, hospites non estis. O l'audaç figuració de Dum aurora, que a la primera part evoca el ritme de la marxa que condueix a santa Cecília al suplici. Es podríen multiplicar els exemples d'aquesta singular poliglosia musical, utilitzada a manera de paleta d'efectes singulars al servei del text.
Finalment, les dues col·leccions de Moralia (la primera de 1589, pòstuma la segona, publicada el 1596 a Nuremberg mercès al germà del compositor) que, de forma molt poc ortodoxa, posaren fi prematurament a la carrera del cantor amb accents profans. En aquests madrigals llatins no hi ha tampoc res que permeti identificar formulacions ja sentides en altres llocs. La col·lecció s'assembla a aquests àlbums humanistes que tant agradaven en l'època d'Erasme: texts venerables de l'edat antiga (Virgili, Ovidi) s'alternaven amb proverbis llatins presos de les recopilacions d'urbanitat més difoses en el moment. El llatí adquireix una fortalesa d'una parla regional en aquests dístics que fan olor de terra i fins i tot de banc de col·legi. Crits d'animals, escenes familiars, consells per evitar aduladors, reflexions melangioses vers el pas del temps, variants llatines de La Bataille o de la poesia petrarquisant. En aquesta Moralia s'hi troba condensada tota una època. És cert què, en llur pròleg, Gallus inclou unes paraules tòpiques per assegurar que no havia volgut escriure res contrari a les bones costums. Però això no fa impedir que bufi sobre llur obra un vent de llibertat característic, d'aquella llibertat pròpia de la Praga on vivia.
El florit llatí dels pròlegs de Gallus és el de la prosa més ornamentada dels erudits del Renaixement. En ells s'hi anomenaven personatges que ajudaven a traçar l'esborrany d'una biografia, en particular les tres etapes que precediren, probablement, llur arribada a Praga: Melk, a Àustria; Zabrdovice, prop de Brno, a Moràvia; i, finalment, Olomouc. Se sap que en aquesta última ciutat Gallus entrà al servei del bisbe Stanislas Pavlovsky, el qual li demostrà una gran estima i que fou el seu principal suport fora de Praga, una vegada que el compositor s'instal·là en aquesta ciutat el 1585. També sabem que havia travat llaços d'amistat amb Caspar Schönauer, superior del monestir premonstrapents de Zabrdovice, al que anomena diverses vegades en la seva obra. També s'ha pogut deduir que durant la dècada de 1570 degué haver residit un certs temps a Melk, la poderosa badia benedictina, cèlebre actualment per la seva arquitectura barroca. Però res permet traçar un itinerari precís (sobretot un itinerari musical) de les activitats de Gallus en el curs d'aquests llargs anys.
L'enigma de Gallus es fonamenta, sens dubte, en aquesta curiosa conjunció d'una fama aparentment brillant i envejada en els cercles més pròxims a la cort de Praga i l'absència de qualsevol document que faci menció del seu nom. Potser va mantenir relacions amb els compositors franc-flamencs de la capital, Jacob Regnard i Philippe de Monte. Els nombrosos amics la presència dels quals evoca al compositor i el seu germà en els dos pròlegs en els Moralia deixaren, sens dubte, una petjada tangible en els texts preliminars que emmarquen les publicacions i, també, en la necrologia poètica publicada per Nigrin el 1591 en memòria del compositor. Però malgrat aquesta presència nombrosa i atenta, Gallus sembla haver-se mantingut completament al marge de qualsevol vida cortesana. L'inventari de llurs béns després de la seva mort evoca fins i tot cert despullament material: alguns llibres de música i uns mobles usats.

## Gallus, la Llegenda

### De la llegenda a la història, i viceversa
Des de mitjans del segle xix, els erudits locals furgaren en l'origen carniolà de Gallus en articles compostos a partir de breus notícies disponibles en les antologies de música coral. L'interès per la seva música augmentà de manera significativa sota l'acció combinada del moviment cecílià eslovè, representat pel compositor Anton Foerster, i les celebracions de 1891 que marcaren el tricentenari de la mort del músic. Tanmateix, la primera presentació sistemàtica de tots els documents relatius a Gallus no es porta a terme fins a l'aparició dels preciosos treballs de Jospin Mantuani. Com eslovè, Mantuani no podia ignorar les qüestions plantejades a Carniola entorn de l'origen de Gallus. La seva introducció posseeix encara avui un gran valor precisament per establir d'alguna forma el vincle entre les investigacions locals realitzades sobre el músic i la difusió internacional de llurs idees. No satisfet amb realitzar un balanç exacte de les fonts documentals, Mantuani llençà per primer cop la idea que Gallus podia haver nascut en la ciutat de Ribnica, en la Baixa Carniola. Aquesta ciutat és, en efecte, una de les principals de la província, i es troba a més, prop de la badia de Sticka.
Nombrosos estudis posteriors faran seva la hipòtesi de Mantuani, sense parar-se a pensar en la completa absència de proves per aquesta afirmació que, sembla ser, només se sostingué des del primer moment per una llegenda oral que testimoniava l'existència a Ribnica d'una família Petelin ("gall" en eslovè, és a dir, l'equivalent al "Gallus" llatí). els vells de la família eren encara capaços de mencionar el record d'un dels seus que, moltes generacions abans, havia marxat a l'Alta Carniola i, després, a l'estranger, on hauria mort com músic famós. Una vegada llençat el debat del nom de Petelin, fou com si una autèntica febre s'hagués apoderat dels musicòlegs eslovens per tractar de detectar sota d'ell possibles petjades del músic, malgrat no haver-se verificat en cap lloc que Gallus s'hagi dit mai així...Fins a la comunitat musicòloga internacional només han arribat, en general, ecos atenuats d'aquest debat que veiem reaparèixer a Carniola en totes les fases d'auge del nacionalisme, és a dir, a finals del segle xix i en la dècada de 1940.
El nom de Petelin és un motiu per contraposar dades, aviat no serà ja una sinó dues les llegendes proposades a la sagacitat dels lectors. La segona llegenda recupera els mateixos ingredients que la primera, però aquesta vegada es refereix a la ciutat d'Idria, en el límit occidental del ducat de Carniola. La hipòtesi és fins i tot més antiga que la de Mantuani i apareix publicada el 1888 en un relat que es remunta a l'any 1847. Un ancià d'Idrija, de 90 anys, apareix retratat en ella relatant el famós destí de dos germans Petelin, el més jove dels quals, Jakob, després de marxar a l'estranger per no haver d'abraçar la fe luterana, morí després d'haver sigut un famós músic. En els articles publicats durant la dècada de 1940, aquest mateix rerefons llegendari apareix ple d'investigacions arxivistes i genealògiques entorn el nom de Petelin. Els partidaris respectius de Ribnica i Idrija com a llocs suposats de naixement de Gallus s'enfrontaren amb gran acompanyament d'arbres genealògics reconstituïts. Arribaren fins i tot a precisar on es trobava la casa nadiua amb la mostra del gall, unes vegades a Ribnica, altres en el barri de Sentviska Gora, prop d'Idrija. Totes aquestes discussions foren represes després de la guerra i sotmeses a una exposició crítica en un llarg article de Rafael Ajlec, però en mancar proves suficients no es tornà a parlar-ne. No han mancat erudits locals per reviure el debat, sobretot a Sentviska Gora en la dècada de 1970, però sembla que sense cap mena d'èxit. Gallus s'emportà amb ell el misteri del seu nom i del lloc on va néixer.

### I avui?
Malgrat que l'època dels "viatges musicals" que tant agradaren en el segle xviii sembla definitivament conclosa, no hi ha dubte de què un viatge a Eslovènia rere les petjades de Jacobus Gallus ofereix l'atractiu d'un imprevist exotisme. Qui cerquí en Gallus en aquesta regió pot tenir la seguretat de que el trobarà. Almenys trobarà el seu nom mencionat quasi amb insistència. Gallus està molt present, com una figura en el panteó nacional i, per tant, amb els honors que convenien a aquest noble càrrec. Carrers, passeigs, estàtues i medallons reviuen la seva memòria de manera uniforme. La figura de Gallus, present també en un bitllet de banc, ocupa un lloc (un dels més alts) en l'ideal eslovè, al costat del pastor Trubar, de l'erudit Valvasor, autor de la primera descripció enciclopèdica de Carniola en el segle xvii, i del poeta Franc Preseren, un dels actors del despertar nacional durant el Romanticisme. El país vessa de tota mena de corals i posseeix un dels més alts nivells d'Europa en la pràctica del cant interpretat per grups: fins a la més petita de les societats locals aprofiten d'una o altra manera l'ocasió per reviure el record del carniolà Gallus interpretant alguna de llurs obres.
Més interessant resulta el fet que les llegendes referents al seu lloc de naixement semblen no haver desaparegut del tot. A Ribnica apareix encara la placa col·locada el 1933 en el lloc on en altra temps s'aixecava la casa de la família Petelin. En el parc de la ciutat es troba així mateix un bust amb el rostre sever contemplant als passejants sobre una inscripció edificant. El cas de Sentviska Gora, l'altra lloc suposadament del lloc de naixement del compositor, resulta encara més curiós. Aquest barri, situat en la part alta d'un turó que domina la vall d'Idrija, ocupa un emplaçament tan poètic que es compren fàcilment l'obstinació dels seus habitants en defensar la idea que Gallus fos un de llurs avantpassats. Les últimes investigacions que prenen com a punt de sortida Sentviska Gora, per a intentar trobar proves escrites en els arxius veïns, conclourien a penes fa vint anys sense trobar, sembla ser, ecos ni èxit. Tot i així, un formós rètol apareix sobre el senyal indicador d'entrada a la ciutat i anuncia orgullós: "Lloc de naixement de Jacobus Gallus", al costat d'una reproducció del retrat del compositor gravat el 1590. Els habitants de la localitat no ignoren la llarga sèrie de suposicions que han portat als investigadors des de fa un segle, almenys, a dirigir-se al seu lloc. A Sentviska Gora la gent conta encara la història del gall, i fins i tot la de la família Petelin i del fill del poble que partí vers l'ample món per a convertir-se allí en un músic famós.
S'ha pogut conversar amb famílies del lloc i veure a més l'emplaçament on altres temps s'aixecava la llar Petelin, amb llur mostra del gall, avui completament destruïda. Resta molt per aclarir del misteri Gallus, que en cap banda sembla més densa, tan palpable i tan fascinant com en aquest llogaret magnífic i singular. La reserva dels historiadors ha de ser molt gran, ja que Sentviska Gora no formava part en aquell temps de Carniola. Com tampoc ara, sinó dels contraforts orientals del bisbat de Tolima, és a dir, del comtat de Gorice (Goritzia). No obstant això, hom s'equivocaria si imaginés que el nom de Gallus només resta associat a Eslovènia pels enganyosos encants de l'autosuggestió o pel respecte reverencial envers un patrimoni nacional estereotipat. La humanitat ha d'agrair als eslovens, i quasi a ells solament, per haver realitzat els esforços decisius per separar la realitat de la llegenda, aplicant-se després de la guerra a tot un conjunt de treballs científics de gran alè destinats a revisar tots els documents possibles que permetin delimitar l'entorn històric del compositor.

### Gallus, Handl, Petelin
El patronímic del compositor també és ambigu: "Gallus" o "Handl"? "Gallus", que apareix en la majoria de les portades, no sembla haver estat més que un àlies llatí, com els que agradaven als humanistes del seu temps. "Handl" és la forma corrent utilitzada pel mateix compositor en signar algun document. Fins a dates recents es pensava, en efecte, que un document de l'arxiu de la capella imperial de Viena que esmenta el 1574 a un nen del cor anomenat Jacob Handl (o Hann) es referia al compositor. Actualment un nombre cada volta més gran d'investigadors sembla abandonar aquesta hipòtesi basant-se en la gran diferència entre la grafia Handl i Hann.
Finalment, la majoria dels estudis sobre Gallus convergeixen entorn d'un cèlebre retrat gravat el 1590. Aquest document és, tal vegada, l'únic punt de sortida sòlid de tots els estudis dedicats al compositor, degut principalment a la inscripció que ens precisa llur edat i origen geogràfic: el 1590, Gallus tenia 40 anys i se’l declarava "carniolà", és a dir, originari de la província de Carniola, en el sud-est de l'imperi. Aquesta senzilla dada ha proporcionat, potser, més impuls a la bibliografia que qualsevulla dels documents mencionats fins aquí.

## Repertori de domini públic
Nombroses mencions a l'obra de Gallus al llarg del segle xvii donen fe que la seva música tingué un èxit enorme. Les publicacions en antologies, la difusió manuscrita de l'obra i les referències al músic en els tractats de composició, fan que sembli que a Bohèmia, però sobretot a Saxònia i Silèsia, se seguiren cantant composicions de Gallus durant quasi mig segle. Gallus era una referència quasi obligada en els mitjans d'Alemanya central i del Nord on s'intentava definir les condicions d'una música "ben composta", és a dir, conforme amb les regles del contrapunt sense deixar de ser expressiva quant a la percepció del sentit del text.
El testimoni dels manuscrits no és menys eloqüent: nombrosos motets i misses inèdites foren copiades i conservades a Breslau, Legnica, Zwickau i, fins i tot a Görlitz que indiquen la importància d'aquesta regió d'Europa en la difusió de l'obra de Gallus. Unes quantes obres sobrepassen el límit de la dècada de 1650 per no abandonar ja mai, segons sembla, el repertori polifònic, entre elles el motet de Divendres Sant Ecce quomodo moritur justus, del que s'han conservat més de quinze fonts documentals. En acabar el segle xvii, Gallus és esmentat encara pel compositor i teòric francès Sébastien de Brossard, la immensa col·lecció de manuscrits i impresos musicals del qual constituiria el nucli de la biblioteca musical del rei Lluís XIV. En una nota del seu catàleg, Brossard no oblida mencionar al marge de la referència als Morali que la música de Gallus era una "de les més excel·lents de la seva època". Després d'una relativa elipsis en el segle xviii (a excepció d'alguns manuscrits del motet Ecce quomod, que se segueixen copiant) les composicions de Gallus reapareixen amb força en el segle següent o formen part de la recuperació de l'interès pels polifonistes antics suscitats a Europa pels diversos moviments cecilians partidaris del retorn al cant religiós per a cor a cappella. A partir principalment de 1840, nombroses antologies difonen la seva música per societats corals i cors d'església, sobretot a Alemanya (música sacra, Berlín, 1839-1865; música divina, Ratisbona, 1853-1865; Música Sacra de Crommer, 1860-1876, etc.), però també a París, mercès de les publicacions de l'escola Niedermeyer, en la dècada de 1850. El creixent interès per la música de Gallus, que coincideix amb els inicis de la musicografia i afecta a tots els polifonistes antics, culmina amb la publicació íntegra de l'Opus Musicum de 1899 a 1919 en la col·lecció Denkmäler der Tonkunst i Ósterreich, en edició del musicòleg Josip Mantuani. L'interès de la publicació de Mantuani deriva de llur qualitat documental i editorial. Aquesta edició fou fruit d'un pacient treball d'investigació de les fonts que fa que l'àmplia introducció escrita en el pròleg al conjunt sigui, encara avui, el punt de partida de qualsevol estudi sobre Gallus. L'interès deriva també de la carrera del mateix Mantuani, natural d'Eslovènia, que fou el que cridà per primer cop l'atenció del món musical envers les peculiaritats històriques i geogràfiques del mitjà del que procedia Gallus, insistint que aquest mitjà podria, potser, ajudar de forma notable a comprendre la seva originalitat.

## La pista eslovena
Un altre aspecte de la tradició bibliogràfica referent a Gallus el proporciona, efectivament, l'abundant bibliografia dedicada al compositor en llur pàtria, la regió de Carniola. Província del Sacre Imperi Romanogermànic durant segles i, més tard, una de les parts integrants dels diversos estats iugoslaus que se succeïren entre 1918 i 1991, Carniola és avui una regió (Kranjka) que forma part de la república d'Eslovènia. No ha d'estranyar trobar en el país de Gallus una lectura quelcom diferent de la vida del compositor.
En l'època de Gallus, els països eslovens estaven ubicats en els confins sud-orientals de l'imperi. Estaven més exposats a l'amenaça turca que les riques terres de l'interior, se situaven a més en els encreuaments de les rutes entre Itàlia i Europa central i entre Àustria i els Balcans. El ducat de Carniola fou durant molt de temps lloc de trobada privilegiat de les influències eslaves, germàniques i italianes, la síntesi de la qual, sovint harmoniosa, amollà el paisatge eslovè, sobretot en la seva arquitectura, de forma encara avui dia molt visible.
Malgrat tot, ni el patronímic germànic de Handl utilitzat per ell, ni la indicació del seu origen geogràfic, Carniola, sembla implicar amb absoluta certesa si Gallus era o no eslovè. Per a obtenir un possible indici d'això, es fa referència a un passatge del pròleg escrit per ell a llurs Harmoniae Morales (títol del primer volum de Moralia): "Els italians es diverteixen amb els madrigals, se senten atrets per les cançons napolitanes, se senten delerosos i quasi neden entre villanelles. Nostres patriotes s'encarinyen i exalten amb l'escrit amb llur llengua; el gal, d'acord amb el germànic, se sent arrabassat d'alegria amb aquestes composicions, que devora fins a afartar-se".
Fos quina fos la nacionalitat de Gallus (qüestió, d'altra banda, molt anacrònica en l'època a què ens referim), el seu origen "cariolà" el feu, de totes maneres, contemporani en els seus anys joves de la difusió de les idees protestants a Carniola, que conegueren, efectivament, un auge important mercès als esforços del pastor Primoz Trubar, el qual comprengué amb gran enginy el partit que podia obtenir-se d'una associació entre les noves idees i la llengua eslovena escrita, poc difosa encara per aquelles dates en els documents. Al publicar el primer catecisme en eslovè (1559) garantí una àmplia difusió del protestantisme entre la població.